# Florence Desmond
Florence Desmond (31 de mayo de 1905 – 16 de enero de 1993) fue una actriz, comediante e imitadora británica.

## Biografía
Su verdadero nombre era Florence Dawson, y nació en Londres, Inglaterra, en 1905. Su hermano, Fred Desmond, fue un acróbata de comedia que formaba parte del dúo "Desmond and Marks".
Estudió en la escuela Dame Alice Owen y, tras dejar los estudios en 1920, inició una larga y fructífera carrera teatral, especialmente como imitadora de grandes estrellas. Trabajó de manera constante en la radio y en el teatro, y también, más ocasionalmente, en el cine. 
Desmond se casó en dos ocasiones, la primera de ellas con el aviador Tom Campbell Black, entre 1935 y 1936. En 1937 se casó con el también aviador y corredor de seguros Charles Hughesdon con el cual vivió en Ripley, Inglaterra.
Florence Desmond falleció en Guildford, Inglaterra, en 1993. Tenía 87 años de edad.  

## Obras teatrales
- "Still Dancing", 1925-1926
- "This Year of Grace", 1928
- "Why Not To-night?", 1933-1934
- "Funny Side Up", 1939-1940
- "Apple Sauce", 1940-1941
- "If the Shoe Fits", 1946

## Filmografía
- "The Road to Fortune" (1930)...como Toots Willoughby
- "Sally in Our Alley"  (1931)...como Florrie Small
- "The River House Guest" (1932)...como Flo
- "Nine Till Six" (1932)...como Daisy
- "Murder on the Second Floor" (1932)...como Lucy
- "The Marriage Bond" (1932)...como Elsie
- "Impromptu" (1932)
- "High Society" (1932)...como Florrie
- "My Lucky Star" (1933)...como Mlle. de Capo
- "Radio Parade" (1933)
- "Long Live the King" (1933)...como Florrie
- "Mr.Skitch" (1933)...como Flo
- "I am Suzanne" (1933)...(voz) (sin créditos)
- "Gay Love" (1934)...como Gloria Fellowes
- "No Limit" (1936)...como Florrie Dibney
- "Keep Your Seats, Please" (1936)...como Flo
- "Accused" (1936)...como Yvette Delange
- "Kicking the Moon Around" (1938)...como Flo Hadley
- "Hoots Mon!" (1940)...como Jenny McTavish
- "Three Came Home" (1950)...como Betty Sommers
- "Charley Moon" (1956)...como Mary Minton
- "Some Girls Do" (1969)...como Lady Manderley